# Guerra entre Cnosos y Lictos

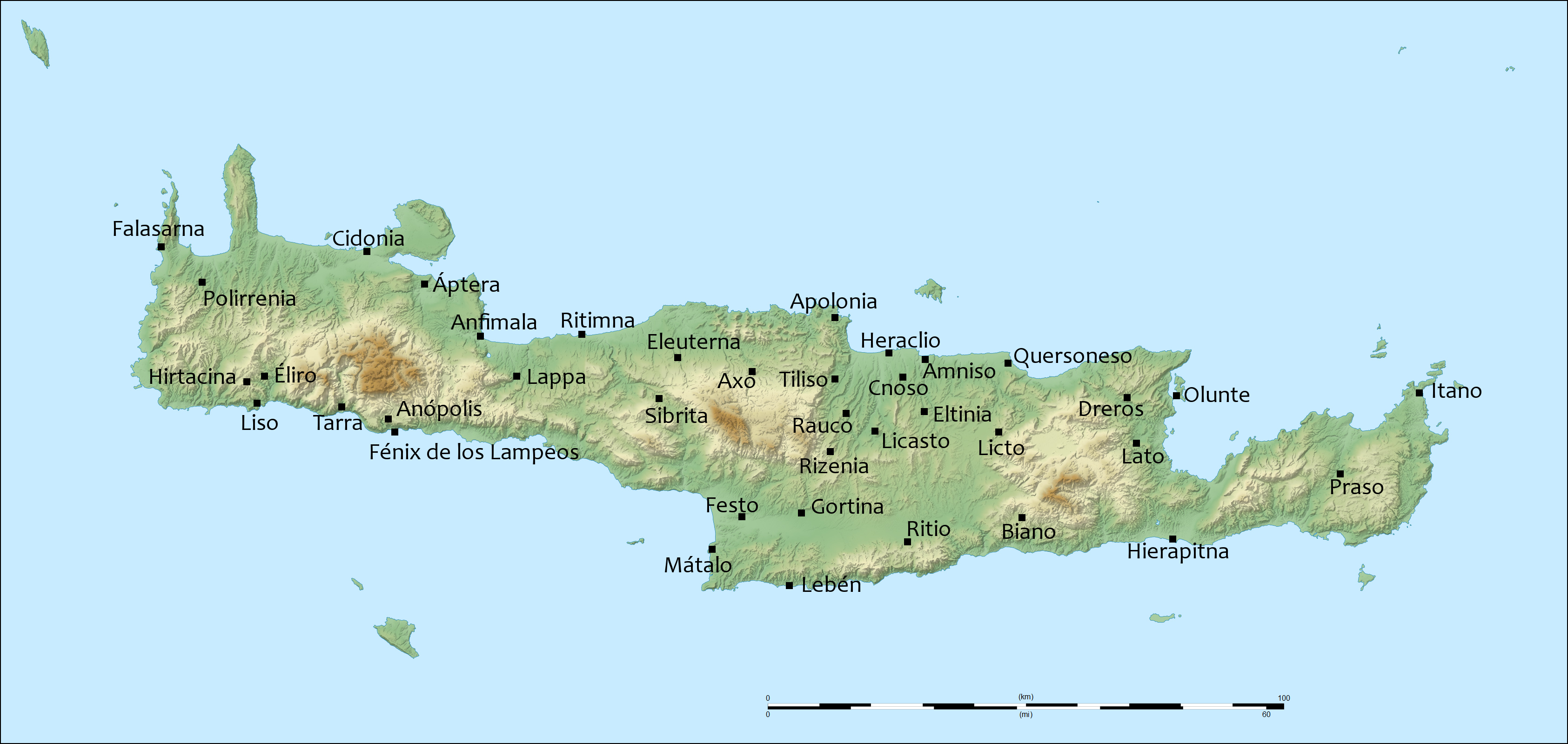
Mapa de Creta con la ubicación de algunas de las principales ciudades en los periodos clásico y helenístico.

La guerra entre Cnosos y Lictos (en griego antiguo: Ξενικὸς Πόλεμος, romanizado: Xenikos Polemos) se libró entre las fuerzas de Cnosos con la ayuda de mercenarios bajo el derrocado líder focidio Faleco y las fuerzas de Licto que recibieron ayuda de los espartanos (que fueron fundadores de la ciudad) bajo su rey Arquidamo III. La guerra tuvo lugar en 346 a. C.
Cnosos buscaba por la fuerza su hegemonía de Creta, sin embargo, recibió la oposición de los lictios. En respuesta, Cnosos empleó mercenarios extranjeros bajo el mando del antiguo líder focidio Faleco. En 346 a. C., Cnosos declaró la guerra a Licto. Faleco, que recibió el mando de las fuerzas de Cnosos y de los mercenarios, se disponía a tomar Licto, y los líctios por su parte, buscaron la ayuda de los espartanos. Los espartanos bajo el rey Arquidamo se apresuraron a ayudar a los lictios. Los espartanos llegaron a tiempo para proteger a Licto y derrotar a Faleco. Este luego se volvió contra Cidonia. Esta decisión resultó fatal para Faleco que murió en el asedio y su ejército resultó destruido.
Esta guerra demostró ser un punto de inflexión en la historia de Creta ya que fue la primera vez que fuerzas extranjeras habían llegado a Creta e interferido en los asuntos cretenses.